# (39718) 1996 VG3
1996 في جي 3 (ويعرف أيضًا باسم (39718) 1996 في جي 3 وفق تسمية الكوكب الصغير) (بالإنجليزية: 1996 VG3)‏ هو كويكب ضمن حزام الكويكبات؛ وترتيبه 39718 من حيث الاكتشاف.
اكتُشف هذا الجُرم الفلكي بواسطة Dennis di Cicco ‏ في 12 نوفمبر 1996.

## وصلات خارجية
- (39718) 1996 VG3 في قاعدة بيانات مختبر الدفع النفاث لأجرام النظام الشمسي الصغيرة

- الاكتشاف · مخطط المدار ·  العناصر المدارية · المعلمات المادية

- (39718) 1996 VG3 على موقع ويكي سكاي: DSS2, SDSS, GALEX, IRAS, Hydrogen α, X-Ray, Astrophoto, Sky Map, Articles and images